# Gabriela Bórquez
Gabriela Fernanda Bórquez Vargas (Chile, 27 de diciembre de 1998) es una futbolista chilena que juega como portera en el Club Universitario de Deportes de la Primera División de Perú.

## Trayectoria
Se formó en equipos de fútbol y de básquetbol de Castro.  Posteriormente jugó para Recreativo Puerto Varas. En 2015 llega a Santiago Morning, club en el cual fue tricampeona y jugó Copa Libertadores.  Dejó el equipo en 2022. 
En 2023, fue contratada por Universidad de Chile para cubrir las plazas dejadas por Vanina Correa y María Fernanda Zúñiga.  Posteriormente, en enero de 2024 parte a préstamo a Millonarios.
En 2025 fichó por Universitario de Deportes de Perú, tras terminar su contrato con Universidad de Chile. 

## Selección nacional
A nivel formativo, participó en los Juegos Suramericanos de 2018 y en el Campeonato Sudamericano Femenino Sub-20 de 2018.  
En 2025, fue convocada para representar a Chile en la CONMEBOL Copa América Femenina. 

## Clubes
| Club                      | País     | Año               |
| ------------------------- | -------- | ----------------- |
| Santiago Morning          | Chile    | 2015 - 2022       |
| Universidad de Chile      | Chile    | 2023              |
| Millonarios Fútbol Club   | Colombia | 2024              |
| Universitario de Deportes | Perú     | 2025 - actualidad |

## Palmarés

### Títulos nacionales
| Título           | Club             | País  | Año    |
| ---------------- | ---------------- | ----- | ------ |
| Primera División | Santiago Morning | Chile | 2018   |
| Primera División | Santiago Morning | Chile | 2019   |
| Primera División | Santiago Morning | Chile | T-2020 |